# Hamilton (Alabama)
Hamilton è un comune degli Stati Uniti d'America situato nella contea di Marion dello Stato dell'Alabama.